# Ivan Lluch
Ivan Lluch (21 de junio de 1995) es un productor de televisión y compositor de música español. Es conocido por la producción ejecutiva de formatos televisivos en el Reino Unido y los Estados Unidos así como la composición de obras para orquesta sinfónica, banda sinfónica y piano. Destaca su catálogo de más de 150 obras musicales, muchas de ellas escritas en edades muy tempranas. En 2013 debutó como director con el estreno de su propia obra Daven Port en España. Ha ejercido además como CEO de 2 empresas, una en el Reino Unido y otra en los Estados Unidos.[cita requerida]

## Biografía
Nació el 21 de junio de 1995 y empezó su estudios musicales a los 5 años. A los 6 empezó a estudiar saxofón y a los 9 piano. Sus primeras obras musicales datan de 2004. A lo largo de los años desarrolló de forma independiente su talento y a los 12 años escribió su primera obra musical para orquesta sinfónica. Entre los 12 y los 16 escribió una veintena de obras para orquesta sinfónica y banda sinfónica. En 2012 estrenó su obra Daven Port en Villanueva y Geltrú, Barcelona, con la banda sinfónica de la misma ciudad, además debutó como director. En 2013 completó su primera gran obra sinfónica de 50 minutos: Amatòria, una fantasía para orquesta, corales y solistas (SATB).[cita requerida]
En 2014 fundó la productora Dome Pictures Ltd en el Reino Unido con la misión de desarrollar contenido independiente para televisión y cine. Dio, así, comienzo a su carrera como productor, productor ejecutivo y guionista. De 2014 a 2016 lideró la empresa en sus proyectos como apoyo a producciones independiente en Londres. En octubre de 2016 Dome Pictures se fusionó con una Startup local de Nueva York. A raíz de esta fusión, Dome Pictures trasladó todas las operaciones a los Estados Unidos, lo que llevó al cierre de la subsidiaria en el Reino Unido. De 2016 a 2019 la nueva empresa: Paper Plane Group operó como una empresa de servicios a la producción externa. En 2019 la empresa realizó su primer proyecto propio: Comedy Night in New York, un evento de comedia producido para medios bajo demanda, el programa salió en la televisión bajo demanda estadunidense en 2020. Le siguió la producción del documental Wildlife Symphony de las cuales Ivan fue director y compositor de la banda sonora. En 2020 la empresa se incorporó en el estado de Delaware bajo el nombre Clockworks Group Corporation de las cuales Ivan pasó a ser el director general. 
En 2021 Ivan ejerció como productor ejecutivo de la serie televisiva Loose Talk, un programa de entretenimiento en que tres presentadores viajan para realizar una serie de retos. El programa se produjo en Los Ángeles, Bakersfield y Las Vegas. El programa fue cancelado por Paper Plane Group (la división de producción creativa de Clockworks Group) debido a diferencias creativas con los presentadores. Aunque Ivan nunca ha participado en frente de las cámaras si lo ha hecho en varios podcasts entre ellos The Sofa Show y The Sofa Show Summer Edition como presentador y conductor de programa. En septiembre de 2022 Ivan dejó la dirección de Clockworks Group para centrarse en otros proyectos profesionales.[cita requerida]